# Pagurus granosimanus
Pagurus granosimanus är en kräftdjursart som först beskrevs av William Stimpson 1859.  Pagurus granosimanus ingår i släktet Pagurus och familjen eremitkräftor. Inga underarter finns listade i Catalogue of Life.

## Bildgalleri

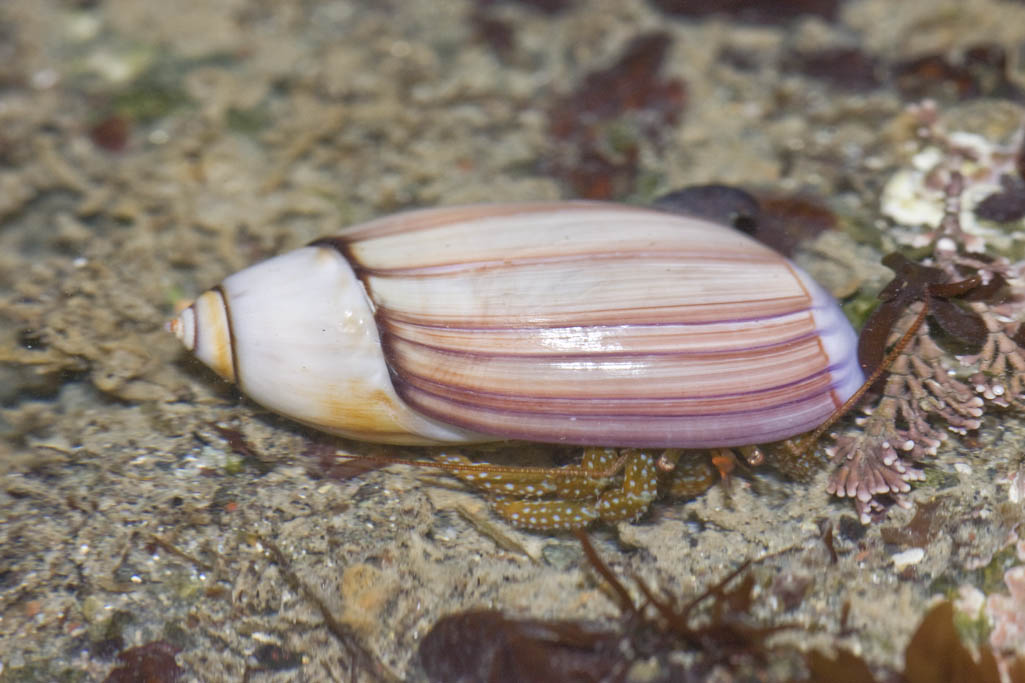
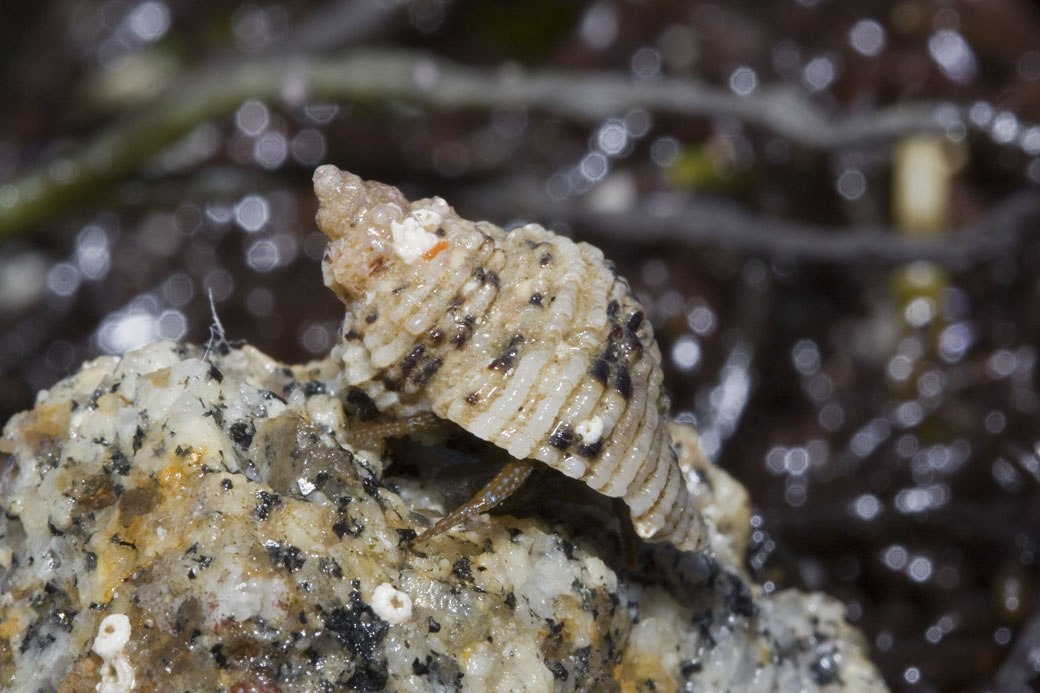